# Bolano
Pour les articles homonymes, voir Bolano (homonymie).
Bolano est une commune italienne d'environ 7 800 habitants située dans la province de La Spezia, dans la région Ligurie, dans le nord-ouest de l'Italie.

## Administration
| Période                                  | Période  | Identité                  | Étiquette | Qualité |
| ---------------------------------------- | -------- | ------------------------- | --------- | ------- |
| 1981                                     | 1995     | Piergiorgio Pesalovo      |           |         |
| 1995                                     | 2004     | Eraldo Scappazzoni        |           |         |
| 2004                                     | 2009     | Franco Ricciardi Giannoni |           |         |
| 2009                                     | 2014     | Franco Ricciardi Giannoni |           |         |
| 2014                                     | en cours | Alberto Battilani         |           |         |
| Les données manquantes sont à compléter. |          |                           |           |         |

### Communes limitrophes
Aulla, Follo, Podenzana, Santo Stefano di Magra, Tresana, Vezzano Ligure